# Стефан, Жюльен
Жюльен Стефан (фр. Julien Stéphan; род. 18 сентября 1980, Рен) — французский футболист и футбольный тренер. Сын тренера Ги Стефана.

## Биография
Жюльен Стефан родился в 1980 году в Ренне, за команду которого его отец-футболист в то время выступал. Семья часто переезжала, поскольку Ги Стефан за свою карьеру сначала игрока, а затем тренера сменил много команд. Жюльен занимался в футбольных академиях разных клубов, в том числе в «Лионе» и «Бордо», где работал тренером его отец. В 1998 году он оказался в «Пари Сен-Жермен», но играл лишь за второй состав в любительской лиге. В 2001 году Стефан ушёл в «Тулузу», где сезон отыграл в третьем дивизионе. Проведя ещё три сезона в любительских клубах «Расинг Франс» и «Сен-Бриё», Жюльен понял, что как футболист он не состоялся, и стал обучаться на тренера. С 2005 по 2008 год он тренировал молодёжную команду клуба «Дрё», одновременно выступая за основной состав в пятом дивизионе Франции.
В 2008 году Стефан окончательно завершил игровую карьеру и сосредоточился на тренерской работе. По два года он работал с молодёжными командами «Шатору» и «Лорьяна». В 2012 году Жюльен оказался в клубе «Ренн», где также занялся работой с молодёжью. В 2015 году он был назначен главным тренером второй команды клуба.
3 декабря 2018 года с поста главного тренера «Ренна» был за плохие результаты уволен Сабри Лямуши, и Стефана назначили временно исполняющим обязанности главного тренера клуба. После того как Стефан выиграл свои первые три матча в статусе главного тренера, уже 12 декабря он был утверждён в должности на постоянной основе. С ним был подписан контракт до 30 июня 2020 года. В сезоне 2018/19 Стефан дошёл с «Ренном» до 1/8 Лиги Европы, где в упорной борьбе (3:4) его клуб уступил лондонскому «Арсеналу». 27 апреля 2019 года в финале Кубка Франции «Ренн» обыграл «Пари Сен-Жермен» и выиграл этот турнир впервые с 1971 года. В укороченном из-за пандемии COVID-19 сезоне 2019/20 Лиги 1 «Ренн» под руководством Стефана занял третье место и впервые в своей истории получил право на выступление в Лиге чемпионов УЕФА. Дебют команды в главном еврокубке вышел неудачным, «Ренн» занял последнее место в своей группе, набрав лишь одно очко. 1 марта 2021 года после серии из семи матчей без побед Стефан покинул пост главного тренера «Ренна».

## Достижения
- Обладатель Кубка Франции: 2018/19